# 37 Fides
37 Fides è un grande asteroide della Fascia principale.
Fu scoperto da Karl Theodor Robert Luther il 5 ottobre 1855 dall'Osservatorio di Düsseldorf (situato nel distretto urbano di Bilk) in Germania, di cui era direttore dal 1851. Fu battezzato così in onore di Fede, la dea romana della lealtà.
Al momento della scoperta dei primi asteroidi furono proposti dei simboli astronomici identificativi. Per Fides il simbolo adottato fu il seguente: .